# Усть-Бузулукська
Усть-Бузулукська (рос. Усть-Бузулукская) — станиця у Алексєєвському районі Волгоградської області Російської Федерації.
Населення становить 2688 осіб. Входить до складу муніципального утворення Усть-Бузулукське сільське поселення.

## Історія
Станиця розташована у межах українського історичного та культурного регіону Жовтий Клин.
Згідно із законом від 31 грудня 2004 року № 988-ОД органом місцевого самоврядування є Усть-Бузулукське сільське поселення.

## Населення
| 1959 | 2010  | 2012 | 2013  |
| ---- | ----- | ---- | ----- |
| 2838 | ↘2364 | ↘798 | ↗2688 |